# Biagio di Santo
Biagio di Santo (ur. 19 stycznia 1977 w L’Aquili) – włoski biegacz narciarski, dwukrotny medalista mistrzostw świata juniorów.

## Kariera
Pierwszy raz na arenie międzynarodowej Biagio di Santo pojawił się w 1997 roku podczas mistrzostw świata juniorów w Canmore, gdzie zdobył brązowy medal w biegu na 10 km techniką klasyczną, a w sztafecie zwyciężył. W Pucharze Świata zadebiutował 13 grudnia 1997 roku w Val di Fiemme, zajmując 97. miejsce w biegu na 10 km techniką klasyczną. Pierwsze pucharowe punkty wywalczył 5 stycznia 2002 roku w tej samej miejscowości, gdzie w biegu łączonym zajął 27. miejsce. W klasyfikacji generalnej najlepiej wypadł w sezonie 2001/2002, który ukończył na 72. miejscu. Startował także w zawodach cyklu FIS Marathon Cup, przy czym dwukrotnie stawał na podium: w 2005 roku wygrał włoski maraton La Sgambeda, a rok później w tym samym maratonie był trzeci. W klasyfikacji generalnej był między innymi dwunasty w sezonie 2005/2006. Nigdy nie wziął udziału w igrzyskach olimpijskich ani mistrzostwach świata. W 2007 roku zakończył karierę.

## Osiągnięcia

### Mistrzostwa świata juniorów
| Miejsce | Dzień     | Rok  | Miejscowość | Konkurencja             | Wynik     | Strata  | Zwycięzca     |
| ------- | --------- | ---- | ----------- | ----------------------- | --------- | ------- | ------------- |
| 3.      | 12 lutego | 1997 | Canmore     | 10 km stylem klasycznym | 26:26,9   | +37,2   | Bruno Carrara |
| 1.      | 14 lutego | 1997 | Canmore     | Sztafeta 4x10 km        | 1:45:25,6 | -       | -             |
| 6.      | 16 lutego | 1997 | Canmore     | 30 km stylem dowolnym   | 1:20:46,3 | +3:36,3 | Per Elofsson  |

### Puchar Świata

#### Miejsca w klasyfikacji generalnej
- sezon 2001/2002: 72.
- sezon 2002/2003: 88.

#### Miejsca na podium
di Santo nigdy nie stał na podium indywidualnych zawodów Pucharu Świata.

### FIS Marathon Cup

#### Miejsca w klasyfikacji generalnej
- sezon 2005/2006: 12.
- sezon 2006/2007: 14.

#### Miejsca na podium
| Nr | Dzień      | Rok  | Zawody      | Dystans               | Czas biegu | Strata | Pozycja | Zwycięzca    |
| -- | ---------- | ---- | ----------- | --------------------- | ---------- | ------ | ------- | ------------ |
| 1. | 18 grudnia | 2005 | La Sgambeda | 42 km stylem dowolnym | 1:36:56,2  | -      | 1.      | -            |
| 2. | 17 grudnia | 2006 | La Sgambeda | 42 km stylem dowolnym | 1:44:00,4  | +6,1   | 3.      | Jerry Ahrlin |